# Ngữ pháp tiếng Đức
Ngữ pháp tiếng Đức (tiếng Đức: Deutsche Grammatik) hay văn phạm tiếng Đức là hệ thống những quy tắc chuẩn quy định cấu trúc của từ ngữ, câu, đoạn văn hay văn bản tiếng Đức nhằm tạo nên những sản phẩm ngôn ngữ nói hoặc viết hoàn chỉnh, phù hợp. Thuật ngữ này bao hàm âm vị học, hình thái học, cú pháp học...

## Danh từ
Trong tiếng Đức có ba giống: đực (männlich/Maskulinum), cái (weiblich/Femininum) và trung (sächlich/Neutrum). Giống của một danh từ tiếng Đức và giống của vật được danh từ đó định nghĩa thường khác nhau.
- Ví dụ: "viên đá" (der Stein) mang giống đực, nhưng "cô bé" (das Mädchen) lại mang giống trung.

Theo cách này, giống của một danh từ tiếng Đức chủ yếu phụ thuộc vào cấu tạo của chính danh từ đó chứ không phải là giống thực sự của vật được nó định nghĩa. Đây được gọi là giống ngữ pháp - một đặc điểm của nhiều ngôn ngữ khác, như tiếng Pháp.
Từ "das Mädchen" trong ví dụ nêu trên chính là dạng giảm nhẹ (diminutiv) của một danh từ cổ trong tiếng Đức: "die Magd", có nghĩa là "một cô gái" (danh từ "die Magd" ngày nay ít được dùng và có quan hệ gần gũi với danh từ "maid" trong tiếng Anh). Qua ví dụ này, có thể thấy được, tất cả các danh từ tiếng Đức có hậu tố giảm nhẹ "-chen" đều mang giống trung.
- Ví dụ sau thể hiện sự ngẫu nhiên trong việc ấn định giống ngữ pháp cho các danh từ: Trong 3 dụng cụ ăn uống phổ biến là dao, dĩa và thìa: dao (das Messer) mang giống trung, nĩa (die Gabel) mang giống cái còn thìa (der Löffel) lại mang giống đực.

Vì sự phức tạp trong việc xác định giống của danh từ nên những người học tiếng Đức thường được khuyên nên học thuộc danh từ cùng với mạo từ xác định của nó (mạo từ này thể hiện giống của danh từ nó đi kèm).
- Trong tiếng Đức, tất cả các danh từ phải được viết hoa để phân biệt với động từ.

## Các cách
Tiếng Đức có 4 cách: Nominativ, Genitiv, Dativ và Akkusativ.
Cách của danh từ trong một câu quyết định đuôi của danh từ đó, đuôi của tính từ bổ nghĩa cho nó, đuôi của đại từ sở hữu và quán từ đi kèm.
Cách của một danh từ phụ thuộc vào nhiệm vụ của danh từ đó trong câu:
1. Nominativ hay Danh cách: Chủ ngữ
2. Genitiv hay Sở hữu cách: chủ sở hữu của một vật hoặc trong trường hợp danh từ đi kèm với những giới từ được quy định dùng với Genitiv
3. Dativ hay Tặng cách: Tân ngữ gián tiếp (ví dụ như trong trường hợp tân ngữ được gửi tới cho một ai đó, thì "một ai đó" chính là tân ngữ gián tiếp, và phải chia theo Dativ), danh từ đi kèm với những giới từ được quy định dùng với Dativ
4. Akkusativ hay Đối cách: Tân ngữ trực tiếp (sự vật bị tác động trực tiếp bởi hành động được nói đến trong câu), danh từ đi kèm với những giới từ được quy định dùng với Akkusativ

#### Cách 1. Chủ cách (Nominativ)
Danh từ ở chủ cách khi chúng đóng vai trò chủ ngữ trong câu như Maria spricht Deutsch (Maria nói tiếng Đức), Maria trong trường hợp này là chủ thể của hành động nói nên danh từ này ở vị trí chủ cách.
Ngoài ra, danh từ cũng ở chủ cách khi là bổ ngữ của một số động từ như bleiben, heißen, sein, werden... ví dụ Mein Nachbar ist Deutschlehrer. (Hàng xóm của tôi là thầy giáo dạy tiếng Đức).

#### Cách 2. Sở hữu cách (Genitiv)
Sở hữu cách (Gentiv) ít khi được sử dụng trong ngôn ngữ nói, sinh hoạt hàng ngày mặc dù trong ngôn ngữ viết, nó vẫn được sử dụng phổ biển. Trong văn nói, người ta thường dùng cách 3 thay thế cho cách 2 (bằng cách sử dụng giới từ von). Sở hữu cách dùng để chỉ chủ sở hữu của một đối tượng nào đó ví dụ Die neue Wohnung meiner Schwester is granz schön (Căn hộ mới của chị gái tôi thật đẹp), cụm meiner Schwester là chủ sở hữu của Wohnung nên nó ở sở hữu cách.
Gần giống trong tiếng Anh, đối với chủ sở hữu là danh từ riêng thì bắt buộc phải đứng trước vật sở hữu, đồng thời thêm -s vào tên chủ sở hữu khi chủ sở hữu đó chưa tận cùng bằng -s ví dụ Helmuts Freundin ist 23 Jahre alt. (Bạn gái của Helmut mới 23 tuổi.)
Cách của một danh từ đứng sau một giới từ được quy định bởi giới từ đó. Không có giới từ tiếng Đức nào đi với Nominativ. Phần lớn các giới từ chỉ đi với một cách. Ví dụ:
- Giới từ "für" đi với Akkusativ - Giới từ "zu" đi với Dativ - Giới từ "wegen" đi với Genitiv.

Tuy nhiên, có một số giới từ đi với cả Akkusativ và Dativ, tùy thuộc vào nghĩa được thể hiện bởi giới từ đó trong câu. Ví dụ:
- Giới từ "in" đi với cả hai cách: "in der Küche" (Dativ) = "trong phòng bếp" (chỉ vị trí chính xác vị trí của đồ vật/người được nói đến trong câu). Tuy nhiên "in die Küche" (Akkusativ) = "vào trong bếp" (chỉ sự di chuyển của người/vật).

Cách chia (biến cách) của tính từ không chỉ phụ thuộc vào giống (đực, cái hoặc trung), số lượng (số ít hoặc số nhiều) và cách (1 trong 4 cách) của danh từ nó bổ nghĩa, mà còn phụ thuộc vào mạo từ đi kèm (xác định, không xác định hoặc không có mạo từ). Thay đổi một trong bốn yếu tố trên (giống, số lượng, cách hoặc mạo từ) thì cách chia của tính từ sẽ biến đổi.
- Dưới đây là một ví dụ đơn giản về cách chia tính từ:

|                       | Giống đực - Nominativ - Số ít | Giống cái - Dativ - Số ít    |
| Mạo từ xác định       | der schöne Mann               | vor der verschlossenen Tür   |
| Mạo từ không xác định | ein schöner Mann              | vor einer verschlossenen Tür |
| Không có mạo từ       | schöner Mann                  | vor verschlossener Tür       |
| --------------------- | ----------------------------- | ---------------------------- |

- Chú ý: Genitiv ít được dùng trong văn nói vì cách sử dụng của cách này khá phức tạp. Khi nói chuyện, người Đức thường thay thế Genitiv bằng Dativ. Tuy nhiên, trong văn viết và những bài phát biểu chính thống, sử dụng Genitiv vẫn là yêu cầu bắt buộc, và việc thay thế Genitiv bằng Dativ sẽ là một lỗi ngữ pháp rất nghiêm trọng. Bàn về vấn đề này cần phải kể đến một cuốn sách tiếng Đức với cái tên "Der Dativ ist dem Genitiv sein Tod" (Dativ là kẻ thủ tiêu Genitiv). Chính tiêu đề của cuốn sách cũng được viết theo kiểu văn nói, tức là thay thế Genitiv bằng Dativ. Tiêu đề này, theo cách chính quy, phải được viết như sau: "Der Dativ ist des Genitivs Tod".

## Số nhiều
Tiếng Đức có 12 cách chia số nhiều của danh từ. Người học tiếng Đức phải học thuộc lòng dạng chia số nhiều của từng danh từ. Một số lượng lớn các danh từ giống cái có dạng chia số nhiều giống nhau nhưng ngược lại, rất nhiều danh từ giống đực và trung có dạng chia số nhiều đặc biệt.
Một vài ví dụ về cách chia số nhiều của danh từ:
- Thêm đuôi -en: die Ausbildung (sự đào tạo) => die Ausbildungen
- Thêm đuôi -n: die Stunde (giờ đồng hồ) => die Stunden
- Thêm đuôi -er: das Bild (bức tranh) => die Bilder
- Thêm đuôi -er và dấu Umlaut (dấu hai chấm trên đầu a,o hoặc u) vào nguyên âm: das Haus (ngôi nhà) => die Häuser

## Cấu tạo danh từ ghép
Trong tiếng Đức, bằng cách ghép danh từ với các từ khác ta có thể tạo ra những danh từ mới. Có cả thảy ba cách ghép như sau:
1. Danh từ + Danh từ: die Reise (chuyến du lịch) + das Büro (văn phòng) => das Reisebüro (văn phòng du lịch)
2. Tính từ + Danh từ: hoch (cao) + das Haus (nhà) => das Hochhaus (cao ốc)
3. Động từ + Danh từ: schlafen (ngủ) + das Zimmer (căn phòng) => das Schlafzimmer (phòng ngủ)

Danh từ chính (còn gọi là danh từ gốc, das Grundnomen) được đặt ở cuối từ mới tạo. Danh từ này quyết định giống của toàn bộ cấu trúc ghép, và do đó quy định mạo từ và cách ngữ pháp phù hợp.
Từ bổ nghĩa được đặt ở phía đầu. Trọng âm của từ này cũng là trọng âm của toàn bộ cấu trúc ghép. Trong một vài trường hợp, giữa hai thành phần kể trên cần thêm một chữ cái "s" để kết nối.

## Sở hữu cách Genitiv
Trong tiếng Đức, chủ sở hữu của một danh từ được đặt phía sau danh từ đó:
- Der Beruf des alten Mannes (Nghề của ông già)
- Die Hütte des Häuptlings des Stammes (Túp lều của thủ lĩnh của bộ lạc)

Trong trường hợp sau, một cấu trúc mang cách Genitiv lại tự nó cũng sở hữu một cấu trúc mang cách Genitiv khác. Trường hợp như thế này không phổ biến trong tiếng Đức hiện đại. Để diễn đạt những ý như thế này, người Đức thường thay cấu trúc mang cách Genitiv thứ hai bằng một danh từ ghép: Die Hütte des Häuptlings des Stammes => Die Hütte des Stammeshäuptlings (Túp lều của thủ lĩnh bộ lạc).
Dưới đây là quy tắc chia một danh từ theo cách Genitiv:
- Danh từ giống cái giữ nguyên trong Genitiv
- Danh từ giống đực và trung có đuôi -s, -ß, -x, -z, -sch, -st, -ld, -pf thì thêm đuôi -es trong Genitiv. Ví dụ:

das Glas (cái cốc) => des Glases
das Maß (đơn vị) => des Maßes
der Komplex (phức hợp) => des Komplexes
der Geiz (tính keo kiệt) => des Geizes
der Wunsch (ước nguyện) => des Wunsches
der Gast (người khách) => des Gastes
das Feld (cánh đồng) => des Feldes
der Kampf (cuộc chiến) => des Kampfes
- Danh từ giống đực và trung có đuôi -en, -em, -el, -er và -ling luôn luôn thêm đuôi -s trong Genitiv. Ví dụ:

der Regen (cơn mưa) => des Regens
der Atem (hơi thở) => des Atems
der Mantel (áo Măng tô) => des Mantels
der Sänger (nam ca sĩ) => des Sängers
des Flüchtling (người chạy nạn) => des Flüchtlings
- Danh từ giống đực và trung kết thúc bởi "ß" và đứng trước "ß" là một nguyên âm ngắn thì "ß" biến đổi thành "ss" trong Genitiv: der Fluß (con sông) => des Flusses.

## Tính từ
Trong tiếng Đức, tính từ thường đứng trước một danh từ và được thêm đuôi. Đuôi của tính từ phụ thuộc và giống, mạo từ và cách ngữ pháp của danh từ đó. Dưới đây là bảng chia đuôi của tính từ theo danh từ mà nó bổ nghĩa:
Danh từ đi với mạo từ không xác định
| Danh từ số ít | giống đực | giống cái | giống trung |
| Nominativ     | -er       | -e        | -es         |
| Genitiv       | -en       | -en       | -en         |
| Dativ         | -en       | -en       | -en         |
| Akkusativ     | -en       | -e        | -es         |

Danh từ đi với mạo từ xác định
| Danh từ số ít | giống đực | giống cái | giống trung | Danh từ số nhiều | giống đực | giống cái | giống trung |
| Nominativ     | -e        | -e        | -e          | Nominativ        | -en       | -en       | -en         |
| Genitiv       | -en       | -en       | -en         | Genitiv          | -en       | -en       | -en         |
| Dativ         | -en       | -en       | -en         | Dativ            | -en       | -en       | -en         |
| Akkusativ     | -en       | -e        | -e          | Akkusativ        | -en       | -en       | -en         |

## Động từ
Cũng giống như một số ngôn ngữ khác, động từ nguyên mẫu tiếng Đức bắt buộc phải biến đổi để phù hợp với ngữ cảnh của câu văn, tương đồng với chủ ngữ. Việc biến đổi động từ ấy gọi là chia động từ (die Konjugation). Tiếng Đức có 6 thì cơ bản được chia thành hai nhóm: thì đơn (chia ngay động từ chính) gồm hai thì đơn là thì hiện tại (Präsen) với thì quá khứ đơn (Präteritum) và thì kép (mượn và chia trợ động từ, động từ chính có thể để nguyên mẫu/ phân từ rồi chuyển về cuối câu) bao gồm thì hiện tại hoàn thành (Perfekt), thì quá khứ hoàn thành (Plusquamperfekt), thì tương lai đơn (Futur I) và thì tương lai hoàn thành (Futur II).

### Gốc động từ (Verbstamm)
Trong tiếng Đức, hầu hết các động từ nguyên mẫu (infinitiv) tận cùng bằng đuôi -en hoặc đuôi -n như kommen, lieben, wandern... Nếu loại bỏ đuôi -en hoặc -n ra khỏi động từ nguyên mẫu, ta được động từ gốc (verbstamm).